# 横顔 (やしきたかじんの曲)
「横顔」（よこがお）は、1981年12月5日に発売されたやしきたかじんの9枚目のシングル。

## 解説
アルバム『プロフィール』と同日発売。ジャケット写真はタイトルの通り、横顔のたかじんが写っている。

## 収録曲
全曲、作曲：やしきたかじん／編曲：萩田光雄
1. 横顔 [04:18]
  - 作詞：篠塚満由美
2. ルームナンバー301 [03:46]
  - 作詞：佐藤雄二、みうらとしかず